# Vítězslav Valenta
Vítězslav Valenta (pseudonimy Viktor Valenta, V. Vítězslav Valenta-Roštínský, V. V. Roštínský, ur. 30 września 1880 w miejscowości Nový Dvůr u Horek nad Jizerou – zm. 19 kwietnia 1936 w Táborze) – czeski pisarz, dramatopisarz i dziennikarz

## Życiorys
Urodził się w miejscowości Nový Dvůr u Horek nad Jizerou, pracował jako urzędnik opieki społecznej w Soběslaviu. Tam zaczął pisać i publikować w lokalnej prasie („Jihočeské ohlasy”, tygodnik „Zájmy Českomoravské vysočiny”, w 1919 roku czasopismo „List”) i później zdecydował się na karierę pisarza. Również aktywnie uczestniczył w życiu społeczności lokalnej, np. w pracach amatorskiego zespołu teatralnego.
W 1933 roku jego syn Miroslav, poeta i student prawa, w wieku 21 lat utonął w rzece Lužnice. Rok później wydał zbiór jego wierszy pod tytułem Večery krajů a duší. Tragedia ta spowodowała znaczące pogorszenie stanu zdrowia Vítězslava Valenty. Zmarł 3 lata później w szpitalu w Táborze.

## Twórczość
Wśród jego najbardziej znanych dzieł znajdują się dramata Cestou k pravdě. Obraz ze života ve 2 jednáních a 5 obrazech (Soběslav 1908),  Noční šichta (28. říjen): Drama o 4 jednáních (Soběslav 1919),  szkice Z oltáře přírody (Praga 1921), zbiór opowiadań i szkic Stíny a blíny (Benešov 1926) oraz tom wierszy Pěšiny srdce (Brno 1912, Soběslav 1930).